# Robert Boutigny
Pour les articles homonymes, voir Boutigny.
Robert Boutigny, né le 24 juillet 1927 à Villeneuve-le-Roi (Seine-et-Oise) et mort le 22 juillet 2022 à Fréjus, est un céiste français, médaillé de bronze olympique de canoë monoplace (C-1) 1 000 mètres en 1948 à Londres. Il a aussi participé aux Jeux olympiques d'été de 1952 à Helsinki, où il termine huitième lors de la même épreuve.

## Palmarès
- Jeux olympiques de 1948 à Londres :
  -  Médaille de bronze en C-1 1 000 m.

- Championnats du monde 1950 à Copenhague :
  -  Médaille d'or en C-1 10 000 m.
  -  Médaille d'argent en C-1 1 000 m.